# Hadsund (sund)
Hadsund, tidigare Haderup Sund, är ett sund i Mariagerfjorden vid staden  Hadsund i den norra delen av Jylland i Danmark. Det korsas av Hadsundbroen, en klaffbro som förbinder staden med dess södra förort Hadsund Syd.